# Triclisia loucoubensis
Triclisia loucoubensis là một loài thực vật có hoa trong họ Biển bức cát. Loài này được Baill. miêu tả khoa học đầu tiên.